# Official Xbox Magazine
Official Xbox Magazine fue una revista mensual de videojuegos que comenzó en noviembre de 2001 junto al lanzamiento de la videoconsola Xbox. Se lanzó un número especial de presentación durante el E3 de 2001 y otro en noviembre de 2001. La revista viene acompañada de un disco que incluye demos, vídeos, tráileres, actualizaciones y más contenidos multimedia para Xbox. El disco también incluye el software necesario para jugar los videojuegos de Xbox en Xbox. Tiene una circulaciónde 360 425 ejemplares al mes (EE. UU.) y 66 894/mes (RU).
La revista incluye críticas, presentaciones y trucos para juegos de Xbox. El 22 de noviembre de 2005 fue lanzada la videoconsola Xbox 360 y la revista incluyó críticas , presentaciones y juegos compatibles con Xbox 360 en su disco demo. La Revista Oficial Xbox evalúa todos los juegos de Xbox, Xbox 360 y Xbox Live Arcade, así como contenidos descargables y packs de expansiones.
Desde 2006 se publica una edición de la revista en México.
El 12 de octubre de 2007, la edición británica de la revista recibió el premio a la 'Mejor Consola de Xbox' del año en los Games Media Awards.
La revista fue cerrada en abril de 2020 por los propietarios Future Publishing, en una revisión de títulos. El COVID-19 se dio como una de las razones.